# 궤

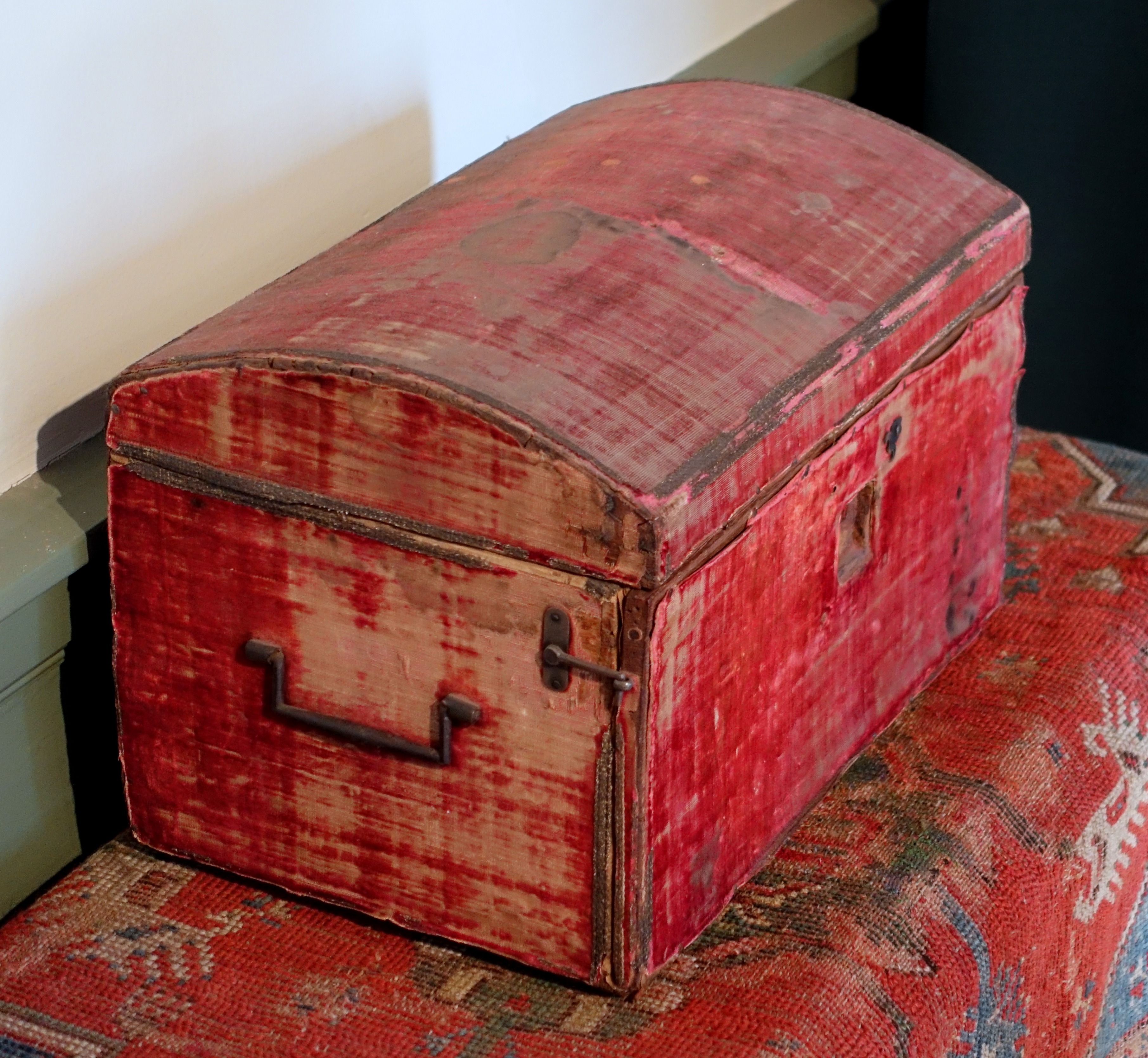

궤(櫃, chest)는 물건 수납을 위해 만든 상자형의 가구의 일종이다. 고대로부터 음식, 무기, 의류, 귀중품에 이르기까지 다양한 물건들을 보관하기 위해 사용되었다.

## 역사
고대 이집트인들은 기원전 3000년경에 나무나 갈대를 엮어 최초의 궤를 만들었다.
골동품 궤나 금고의 초기 용도에는 고급 천, 무기, 음식 및 귀중품을 보관하는 것이 포함되었다.
유럽의 중세와 초기 르네상스 시대에는 낮은 궤를 벤치로 사용하고, 높은 궤는 사이드 테이블로 사용하는 경우가 많았다. 거친 테이블 위에 상자를 옆면에 놓으면 뚜껑 안쪽은 필기구로 사용할 수 있고, 스페인의 바르게뇨 책상처럼 안쪽에는 필기구와 관련 물품을 수납할 수 있다. 많은 초기 휴대용 책상은 궤를 쌓아서 열었을 때 글쓰기 표면 역할을 하는 상단 덮개가 측면에 있는 형태였다.
많은 유럽 궤에서는 궤를 닫거나 잠그기 위해 뚜껑과 궤 본체 위에 표준 철띠를 둘렀다. 사각형 궤나 돔형 뚜껑 궤와 같은 궤 스타일이 몇 가지 있었는데, 너무 달라서 효과적으로 분류할 방법이 없었다. 각각의 장식 감각이 있었기 때문에 제각기 목적이 있었다. 15~16세기의 돔형 궤짝의 뚜껑 모양은 물을 배출하고 의자로 사용하는 것을 방해하여 더 오래 생존하는 데 기여했을 것으로 보인다.

## 같이 보기
- 서랍
- 법궤
- 혼수함